# HD Hyundai Heavy Industries

Hiệu suất Tài chính Hyundai Heavy Industries

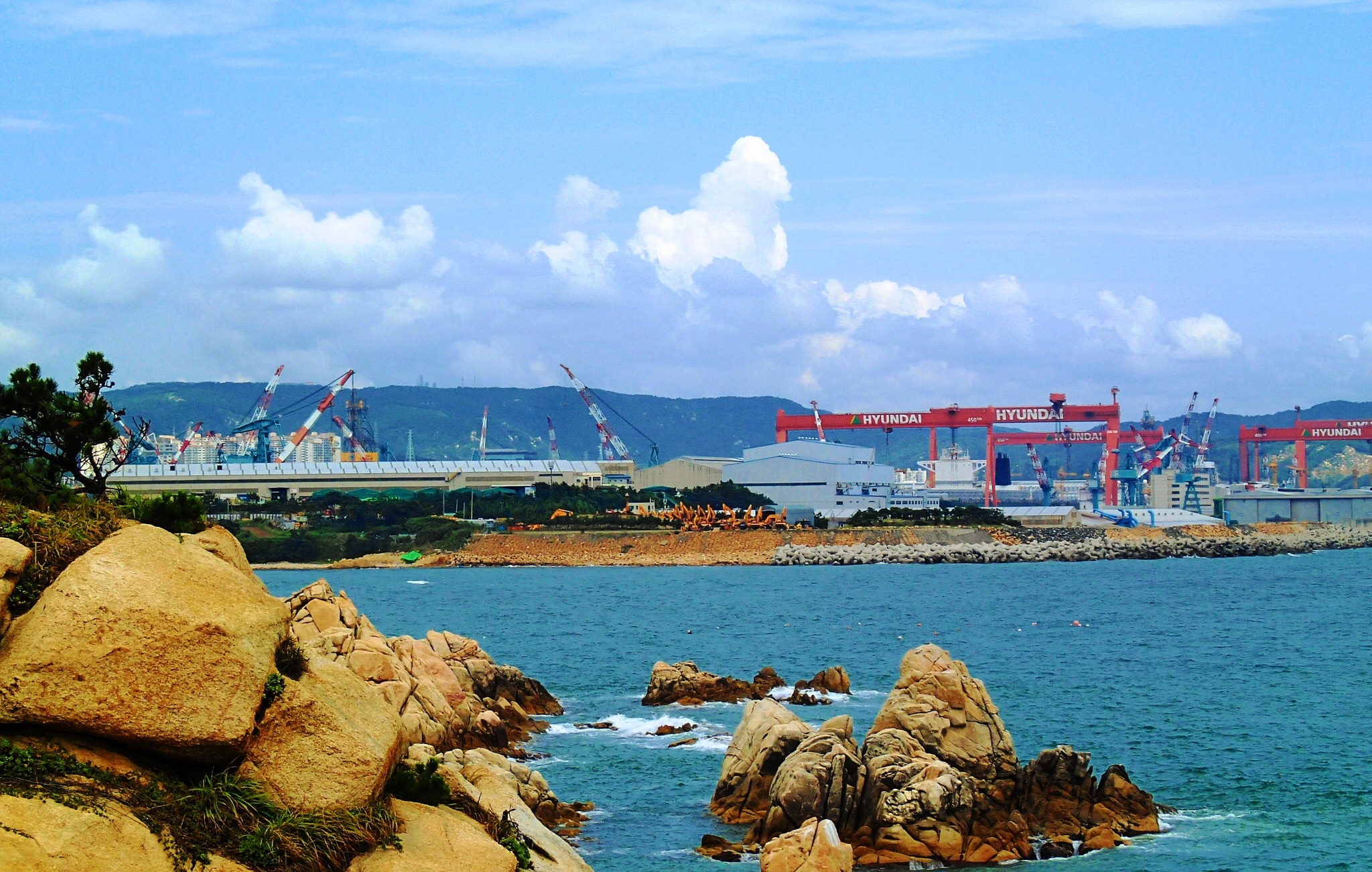
Các cần cẩu và nhà máy đóng tàu của Hyundai Heavy Industries

HD Hyundai Heavy Industries (HHI; tiếng Hàn: 에이치디현대중공업 주식회사; Romaja: Eichidi Hyeondae Junggongeop jusik hoesa) là công ty đóng tàu lớn nhất thế giới có trụ sở chính đặt tại Ulsan, Hàn Quốc, được thành lập vào năm 1972 bởi doanh nhân Chung Ju-yung. Năm 2002, công ty tách khỏi công ty mẹ. Công ty có 4 bộ phận kinh doanh cốt lõi bao gồm: đóng tàu, kỹ thuật, công nghiệp nặng và máy móc, ngoài ra còn có 5 công ty con khác gồm: Hyundai Electric & Energy Systems, Hyundai Construction Equipment, Hyundai Robotics, Hyundai Heavy Industries Green Energy và Hyundai Global Service.

## Các bộ phận

### Bộ phận cốt lõi

#### Đóng tàu
- Tàu chở dầu thô
- Tàu chở container
- Tàu khoan dầu và khí tự nhiên
- Tàu chở khí tự nhiên hóa lỏng
- Tàu vận chuyển khí xăng dầu hóa lỏng (LPG) bao gồm các tàu vận chuyển khí rất lớn (VLGC)
- Tàu hải quân, với công nghệ Skybench tùy chọn

#### Xây dựng và kỹ thuật giàn khoan dầu khí ngoài khơi
- Xây dựng và kỹ thuật giàn khoan dầu khí ngoài khơi
- Đóng tàu chở và kho chứa dầu khí (FPSO)
- Đóng sà lan và tàu chở tàu (bán chìm)

#### Xây dựng và kỹ thuật cơ sở công nghiệp
- Xây dựng và kỹ thuật nhà máy điện
- Xây dựng và kỹ thuật cơ sở sản xuất dầu khí
- Xây dựng và kỹ thuật nhà máy khử muối

#### Sản xuất và kỹ thuật máy móc và động cơ lớn
- Động cơ tàu thủy lớn
- Nhà máy điện trạm lớn

### Các bộ phận không cốt lõi

#### Thiết bị xây dựng
Bộ phận bao gồm các nhà máy ở Puna, Ấn Độ và ở nhiều địa điểm trong Trung Quốc. Doanh số bán hơn 2.000 máy xúc tại Ấn Độ đã được ghi nhận trong quý đầu tiên của năm 2017. Các thương hiệu gồm L&T Komatsu, Tata-Hitachi và J&B- U.K. 
- Máy xúc
- Máy xúc lật
- Xe nâng hạ

#### Robot
- Các nhà sản xuất robot công nghiệp hàng đầu Hàn Quốc gồm phát triển robot y tế & phẫu thuật.

#### Năng lượng xanh
- Máy biến áp và các thiết bị phân phối điện khác. Mạng lưới phân phối của Hyundai-Green cho các sản phẩm năng lượng mặt trời gồm hơn 72 nhà phân phối và bán buôn tại hơn 20 quốc gia.